# Bladen County
Bladen County är ett administrativt område i delstaten North Carolina, USA, med 35 190 invånare. Den administrativa huvudorten (county seat) är Elizabethtown.

## Geografi
Enligt United States Census Bureau har countyt en total area på 2 298 km². 2 266 km² av den arean är land och 32 km² är vatten.

### Angränsande countyn
- Cumberland County, North Carolina - nord
- Sampson County, North Carolina - nordost
- Pender County, North Carolina - sydost
- Columbus County, North Carolina - syd
- Robeson County, North Carolina - väst

### Orter
- Bladenboro
- Clarkton
- Dublin
- East Arcadia
- Elizabethtown (huvudort)
- Tar Heel
- White Lake